# Křemenáč březový
Křemenáč březový (Leccinum versipelle (Fr. & Hök) Snell) je jedlá houba z čeledi hřibovitých. Andreas Gminder uvádí, že je stejně jako jiné křemenáče, za syrova jedovatý, ostatní autoři zmiňovaní níže v literatuře tuto skutečnost však neuvádějí.

## Synonyma
- Boletus floccopus Rostk.
- Boletus rufescens Pilát
- Boletus rufescens Secr. ex Konrad, 1932
- Boletus testaceoscaber Secr., 1833
- Boletus versipellis Fr. & Hök, 1835
- Ceriomyces viscidus Murrill
- Krombholzia aurantiaca f. rufescens (Secr. ex Konrad) Vassilkov, 1956
- Krombholzia rufescens sensu Konrad
- Krombholzia rufescens (Secr. ex Konrad), 1938
- Krombholziella rufescens (Secr. ex Konrad) Šutara, 1982
- Krombholziella versipellis (Fr. & Hök) Bon 1985
- Leccinum rufescens (Secr. ex Konrad) Šutara, 1989
- Leccinum rufescens var. versipelle (Fr. & Hoek) Snell.
- Leccinum testaceo-scabrum
- Leccinum testaceoscabrum (Secr.) Sing.
- Leccinum testaceoscabrum Secr. ex Singer, 1947
- Leccinum versipellis (Fr. & Hök) Snell.
- Trachypus rufescens (Secr. ex Konrad) Romagn., 1939.
- hřib březák

## Lidové názvy
- křemeňák – Východní Čechy[2]
- janek – Morava[3]
- červený kozák – Slezsko, Lašsko
- polák – Těšínsko
- špičník – Plzeňsko
- březák – Jižní Čechy
- kameňák
- havíř aj.

## Vzhled

### Makroskopický
Klobouk má křemenáč březový masitý, široký 5–15 centimetrů, šedý až hnědooranžový, nejdříve polokulovitý s blanitým okrajem přitisknutým na třen, později polštářovitý, hladký, sametový, matný, suchý.
Rourky jsou u třeně vykrojené, z počátku krátké, poté až 2,5 cm dlouhé. Od mládí šedavé, později šedookrové s jemným nafialovělým nádechem. Jejich ústí jsou šedá, drobná, okrouhlá.
Třeň je 9–13 centimetrů dlouhý a 2–7 centimetrů široký, břichatý, později na bázi obyčejně ztlustělý, kyjovitý, již od mládí na šedavém podkladě význačně tmavě až černě třásnitě šupinatý. Šupiny bývají v dospělosti jakoby sestavené v řadách. Při rozkrojení naspodu živě zelenomodrá.
Dužnina je bělavá a na řezu se zbarvuje do růžovofialova, tuhá, jen v klobouku později houbovitě měkká. Chuť je příjemná, vůně nevýrazná. Dužnina při vaření černá, čemuž lze zabránit když ponoříme nakrájenou houbu do octa nebo citrónové šťávy.

### Mikroskopický
Výtrusy jsou velké 13–170 × 4–6 μm, vřetenovité, hladké, světle žlutohnědé až hnědé. Výtrusný prach hnědý.

## Výskyt
Křemenáč březový tvoří mykrohizu s kořeny bříz, tedy ho můžeme najít nejčastěji pod břízami nebo v březových hájích, na půdách suchých i mokrých. S břízou stoupá vysoko do hor a na rašeliništích se vyskytuje i pod břízou trpasličí. Je rozšířen v celém mírném pásmu severní polokoule. Roste od června do října.

## Nejčastější záměny
Velmi podobný je též jedlý, křemenáč osikový, který se liší tmavěji červenohnědým kloboukem, v mládí bělavými, později červenohnědými šupinami na třeni, šedě růžovějící dužninou na řezu a hlavně tím, že roste výhradně pod osikami nebo v jejich blízkosti.

## Galerie

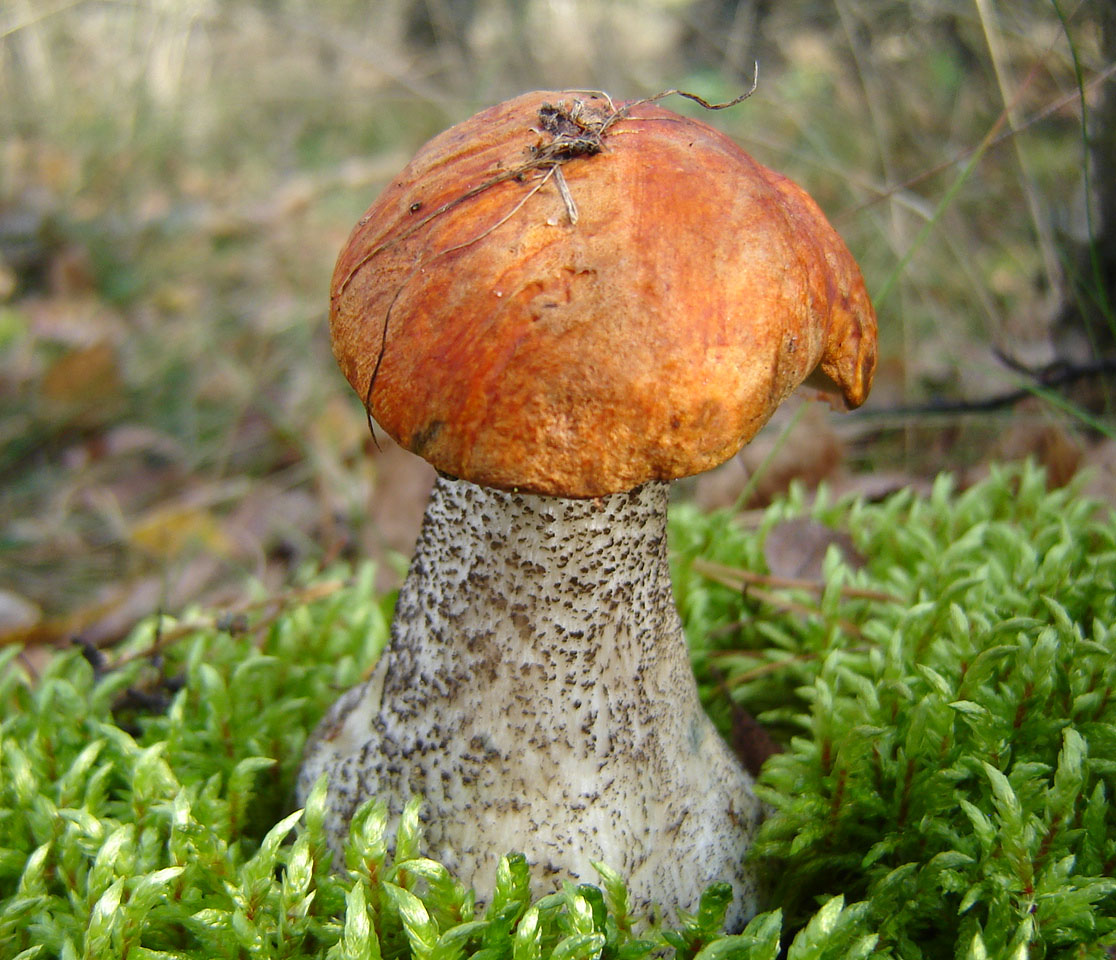
mladá plodnice
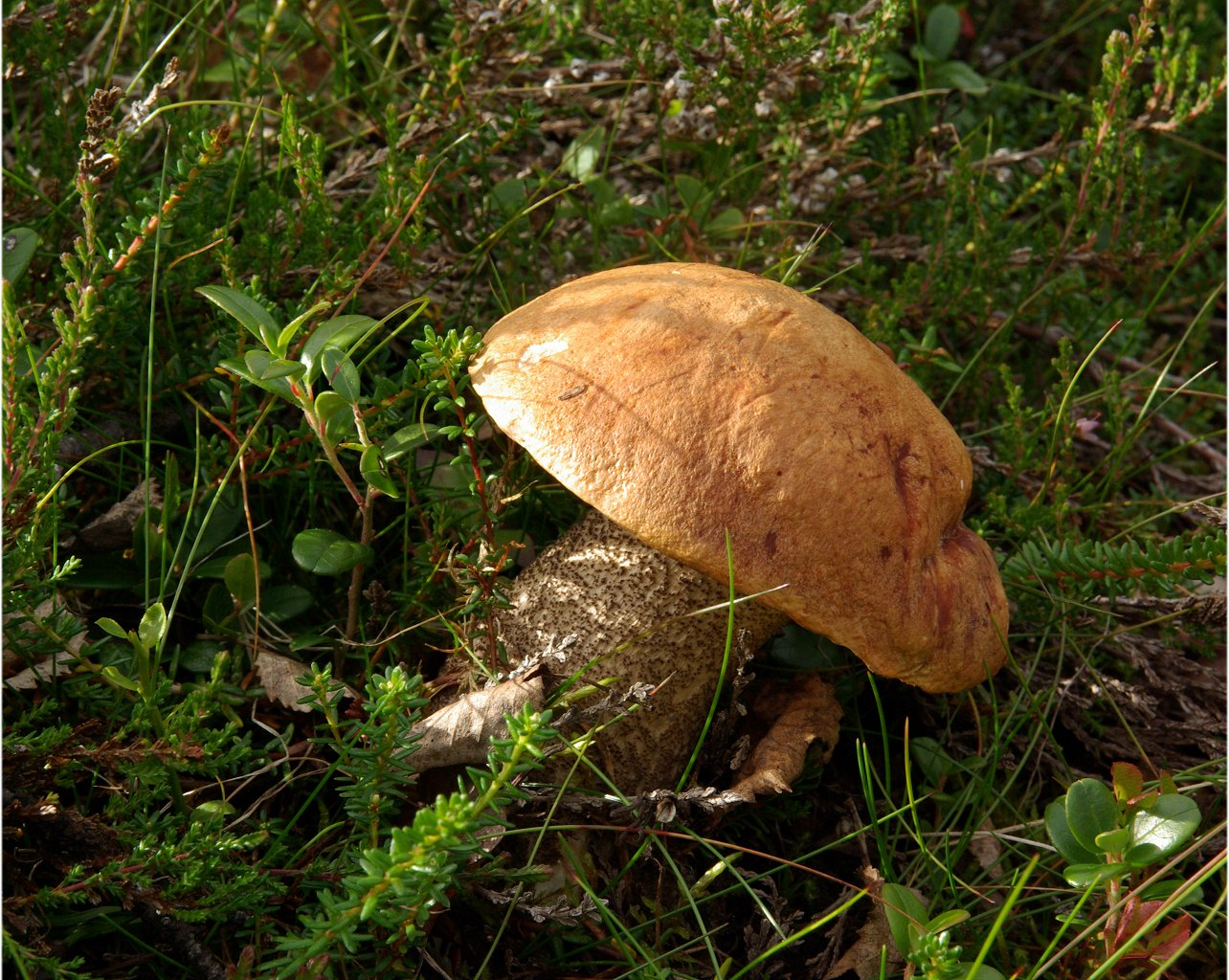
mladá plodnice
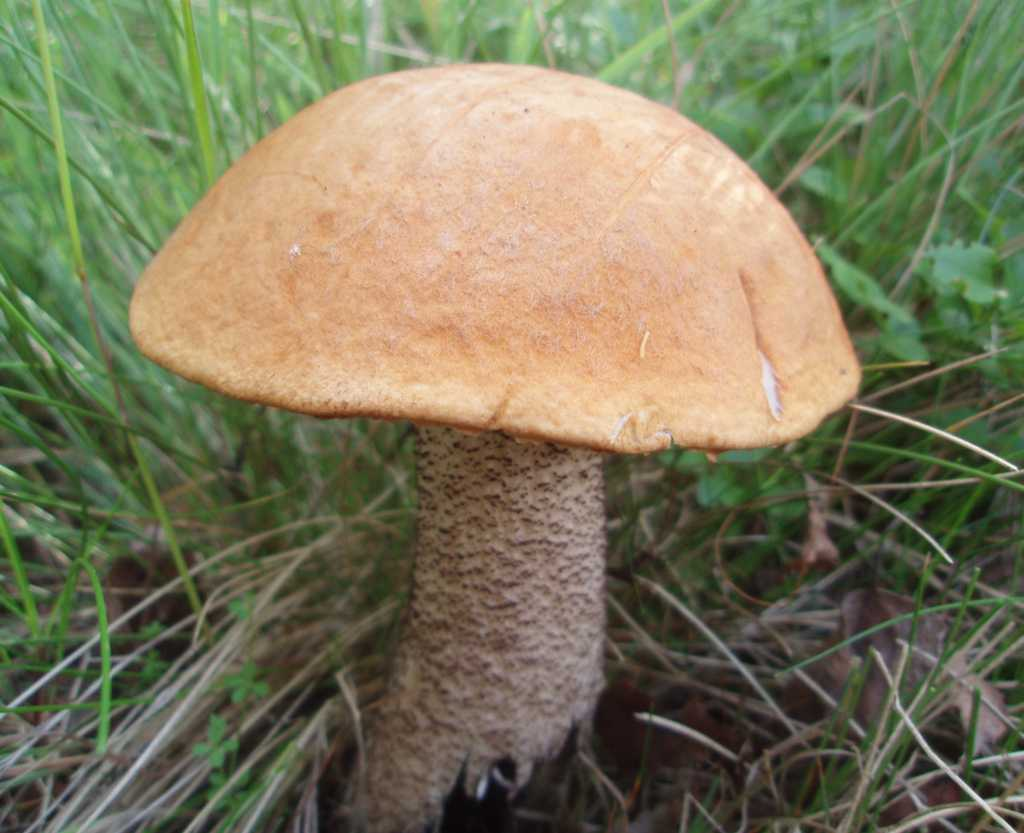
typický vzhled
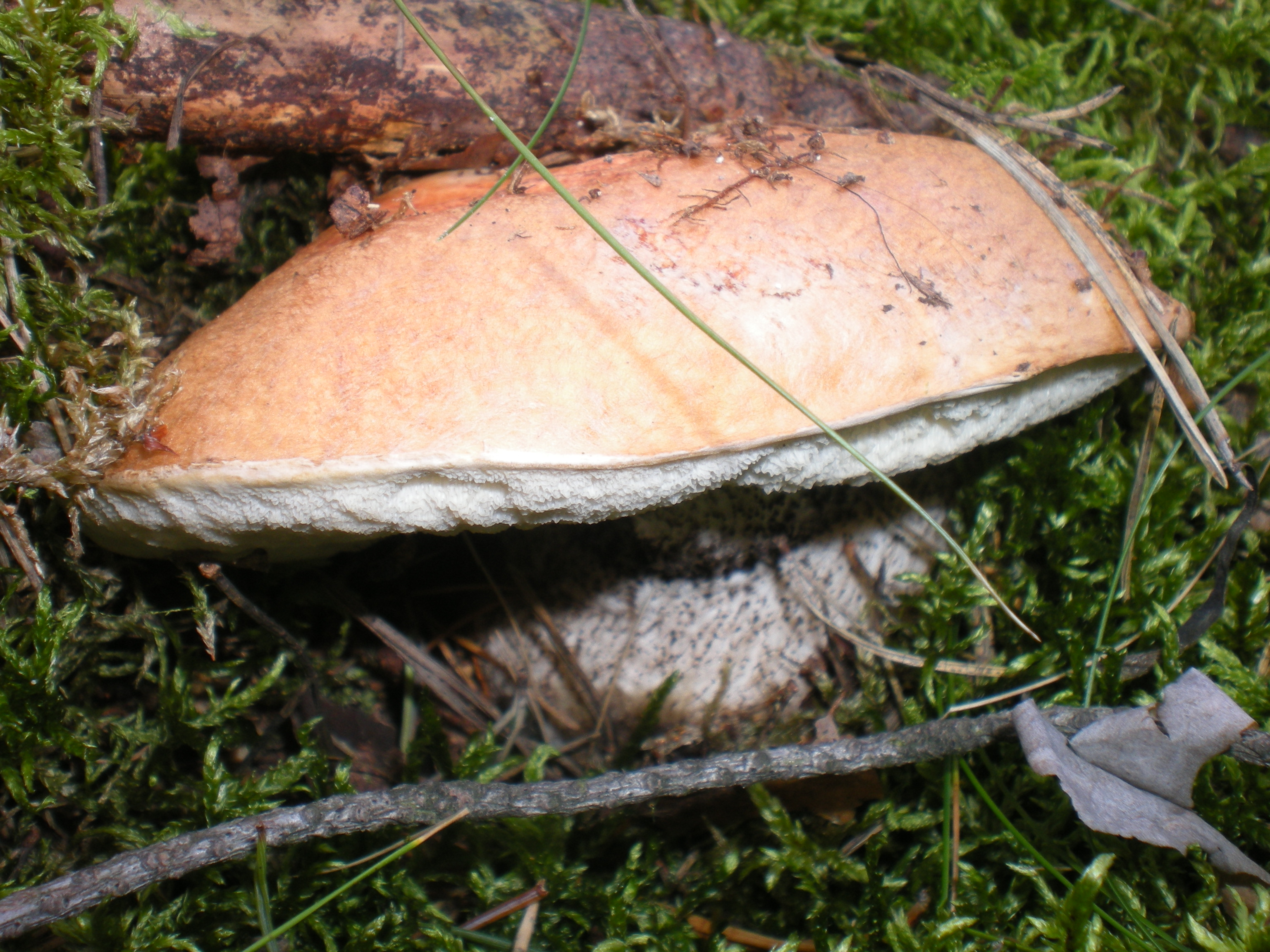
starší plodnice
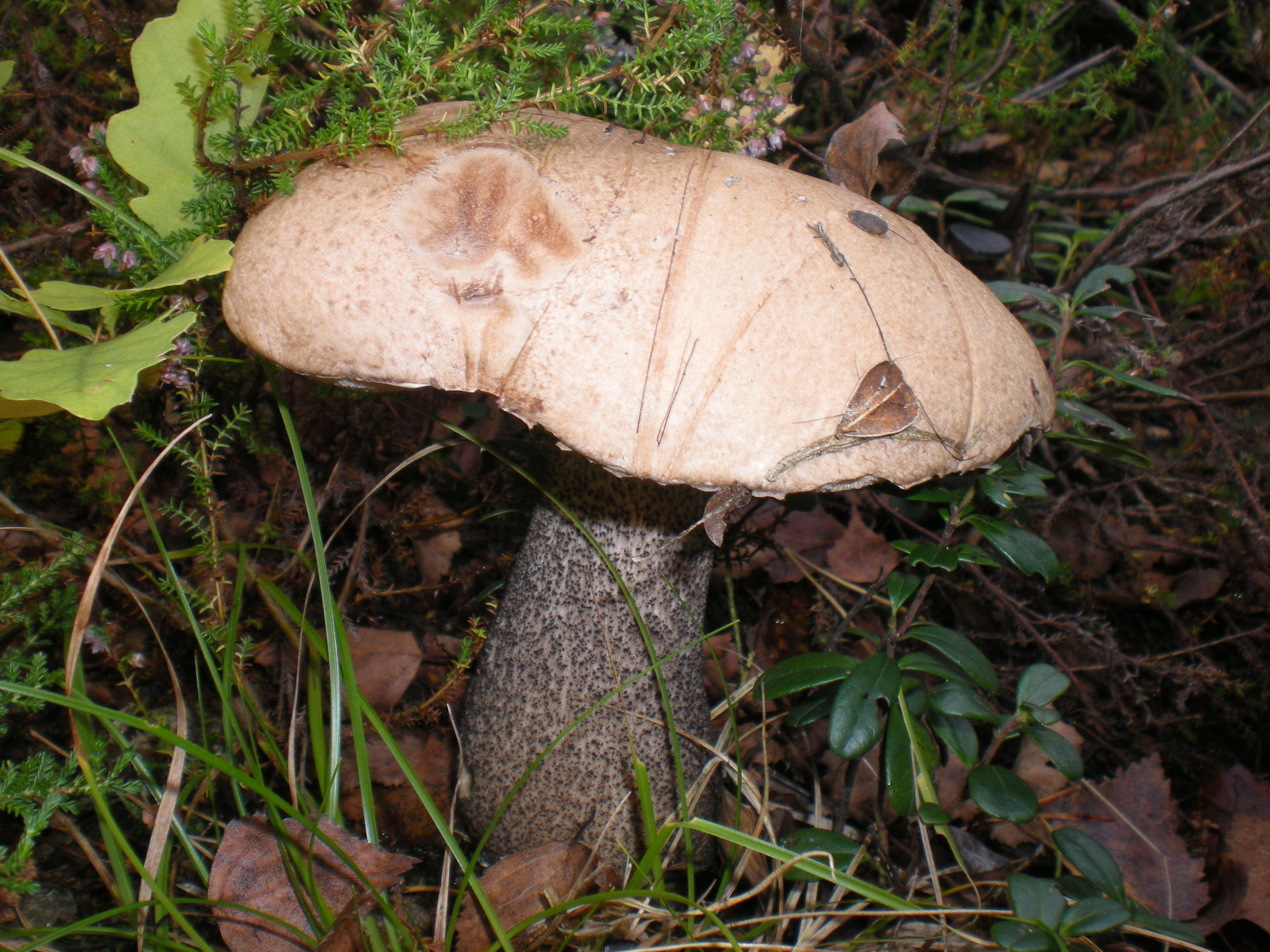
velká plodnice
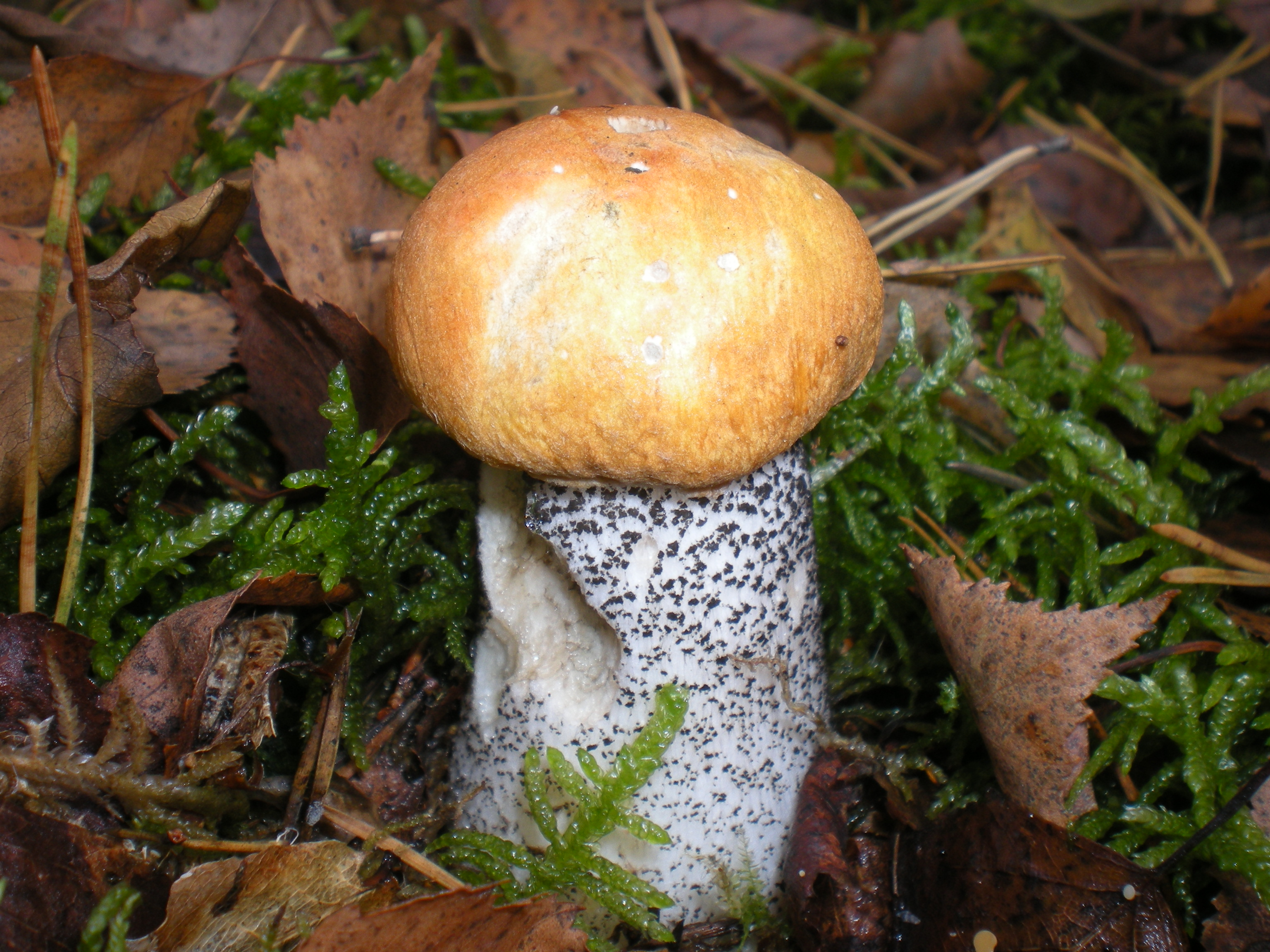
v lese
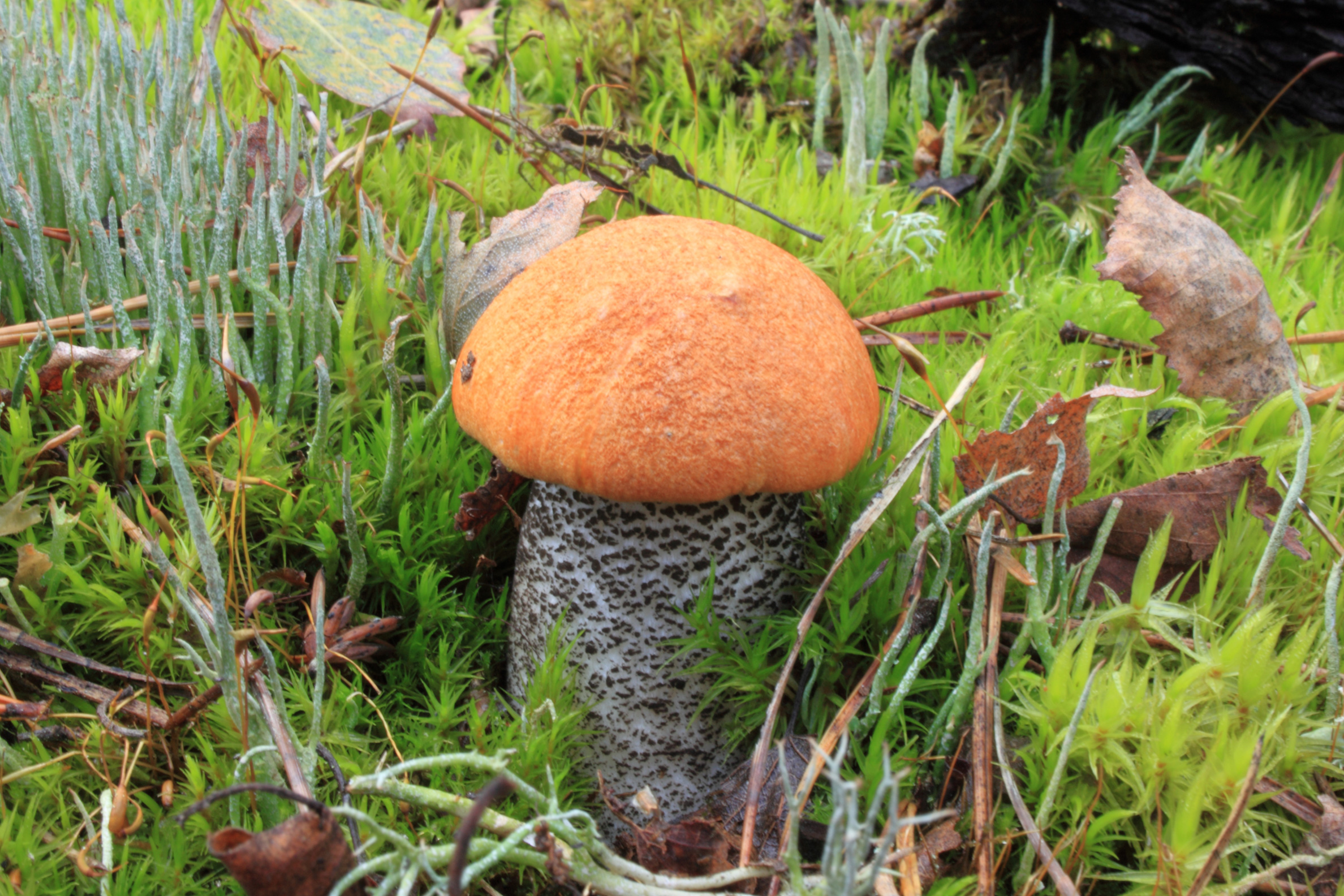
v mechu
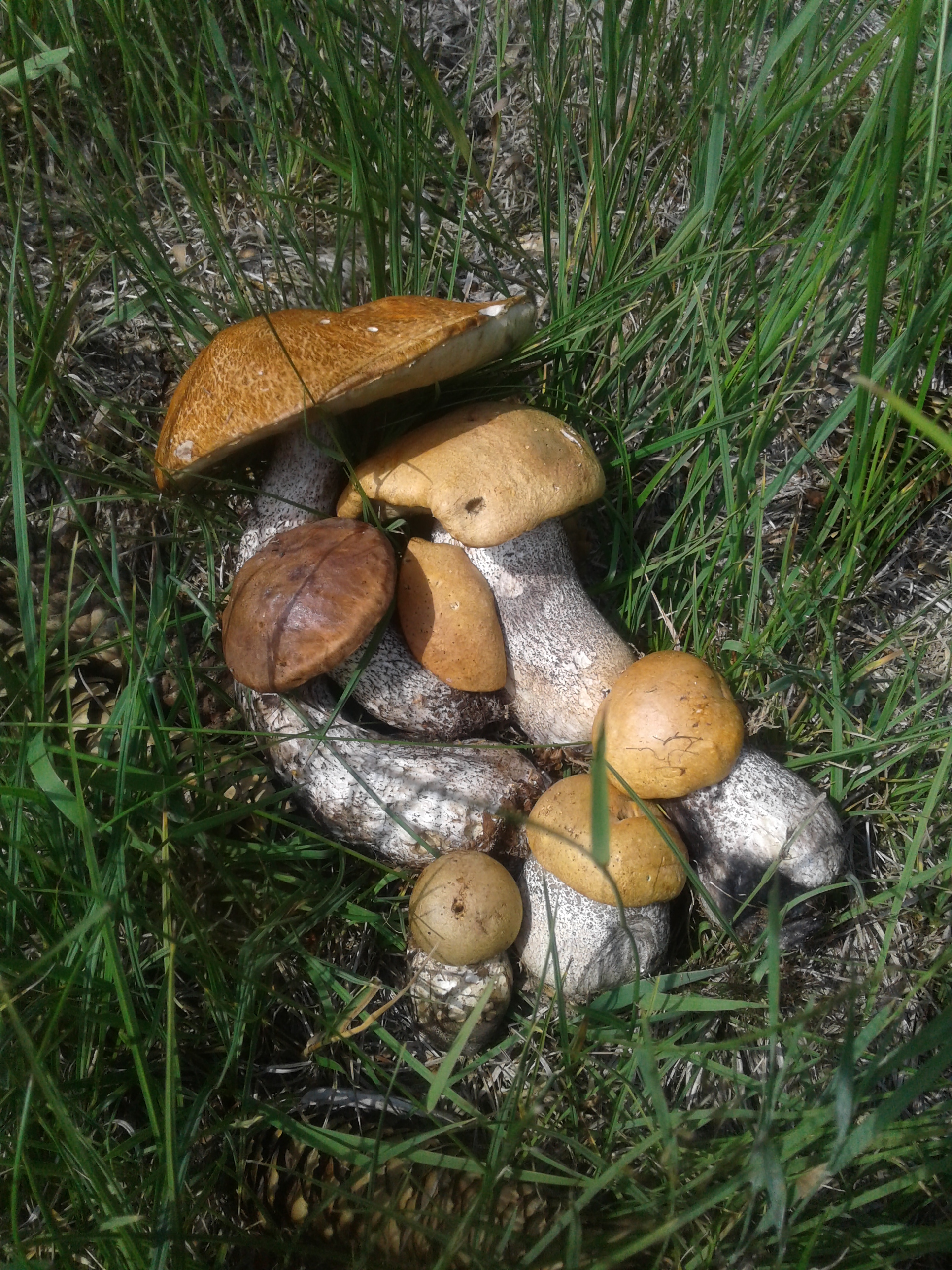
větší množství